# Emilio Lafuente Alcántara
Emilio Lafuente Alcántara (Archidona, 1825 - ibíd., 3 de junio de 1868) fue un historiador y arabista español, hermano de Miguel Lafuente Alcántara y primo de José Godoy Alcántara.

## Biografía
Discípulo de José Moreno Nieto, ingresó en el Cuerpo de Archiveros y dirigió la Biblioteca de San Isidro. Realizó una intensa labor de investigación, con compilaciones, traducciones e interpretaciones de textos árabes, entre ellos los textos insertados en las filigranas de la Alhambra de Granada y un cancionero anónimo del siglo XI. Asimismo colaboró activamente en la Junta Poética Malacitana y participó en la Revista Meridional de Granada desde 1862 escribiendo artículos sobre temática árabe.
Durante la guerra de África (1859-1860) fue agregado científico del Cuartel General y en 1863 fue elegido académico de la Real Academia de la Historia. De sus obras, quedaron inéditas una comedia y una zarzuela.

## Obras
- Inscripciones árabes de Granada (1859-1860)
- Catálogo de los códices arábigos adquiridos en Tetuán (1862)
- Cancionero popular. Colección escogida de seguidillas y coplas (1865)
- Colección de tradiciones (1867)
- Relaciones de algunos sucesos de los últimos tiempos del reino de Granada (1868)
- Libro de las aves de caza, inédita
- Historia de la Edad Media Española, inédita